# Karl Bruno Johannes Westphal
Karl Bruno Johannes Westphal (* 22. Mai 1860 in Düsseldorf; † 13. Februar 1916 in Wilna) war ein deutscher Reichsgerichtsrat.

## Leben
1881 wurde er vereidigt. 1891 wurde er Amtsrichter. 1894 wurde er Landrichter. 1905 wurde er Landgerichtsrat. Im nächsten Jahr wurde Westphal Oberlandesgerichtsrat. 1912 wurde er Hilfsarbeiter beim Reichsgericht. Zum Rat wurde er April 1914 berufen. Im selben Jahr wurde er zum Kriegsdienst einberufen. 1916 starb er als Hauptmann der Landwehr und Abschnittsführer in Wilna.

## Quelle
- Adolf Lobe: „Fünfzig Jahre Reichsgericht am 1. Oktober 1929“, Berlin 1929, S. 380.

| Personendaten    | Personendaten                 |
| ---------------- | ----------------------------- |
| NAME             | Westphal, Karl Bruno Johannes |
| KURZBESCHREIBUNG | deutscher Reichsgerichtsrat   |
| GEBURTSDATUM     | 22. Mai 1860                  |
| GEBURTSORT       | Düsseldorf                    |
| STERBEDATUM      | 13. Februar 1916              |
| STERBEORT        | Wilna                         |